# Andreas Kappes
Andreas Kappes (født 23. december 1965 i Bremen, død 31. juli 2018 i Köln) var en cykelrytter fra Tyskland. Hans foretrukne disciplin var både banecykling og landevej.
Kappes har vundet 24 seksdagesløb i 122 starter. På landevejen har han blandt andet vundet etaper i Giro d'Italia og Paris-Nice.
Han døde i juli 2018 som følge af en allergisk reaktion fra et insektbid. Kappes blev 52 år gammel.